# Douaisis Agglo
Douaisis Agglo est une communauté d'agglomération française, située dans le département du Nord et la région Hauts-de-France, arrondissement de Douai.
Elle prend le nom de Douaisis Agglo en 2019 qui remplace la dénomination de communauté d'agglomération du Douaisis (CAD).

## Historique

Ancien logo

En 2002, la communauté d'agglomération du Douaisis succède au SMAEZI (syndicat mixte d'aménagement et d'équipement des zones industrielles).
Le 1er janvier 2014 est créée la structure juridique actuelle. Son périmètre n'a pas évolué depuis cette date
Lors de la cérémonie des vœux du 10 janvier 2019, le président Poiret annonce que l'intercommunalité prend le nom de communication de Douaisis Agglo et change de logo, afin de se dynamiser,.

## Le territoire communautaire

### Géographie
Douaisis Agglo administre une partie du territoire de l'ancien Bassin minier du Nord-Pas-de-Calais, et une partie en est situé en zone d'affaissement minier.
Selon la chambre régionale des comptes des Hauts-de-France de 2024, « Le territoire se caractérise par un centre urbain axé autour de Douai (près de 40 000 habitants), composé de huit communes représentant 58 % de la population du territoire, autour duquel gravite une ceinture urbaine de 13 communes regroupant 31 % de la population communautaire. La population restante (11 %) est répartie dans 14 communes rurales situées au sud et au nord du territoire.
Ce dernier se caractérise par un taux de chômage de 10,8 % et un taux de pauvreté de 19,5 %, tous deux supérieurs à ceux de la région (respectivement 8,7 % et 17,2 %). Seulement 40,7 % des ménages fiscaux sont imposés, contre 45 % au niveau régional. Le revenu de vie médian par adulte s’élève à 19 730 € (contre 20 820 € dans la région).
. »
Le territoire de Douaisis Agglo est servi par un réseau dense de transports :
- réseau routier : accès immédiat aux autoroutes européennes (Autoroute A21 (France), Autoroute A23 (France))
- réseau fluvial : nombreuses voies navigables (Canal de la Sensée, Canal de la Scarpe)
- réseau ferroviaire : voyageur (gare TGV de Gare de Douai) et fret (Gare de Somain)

### Composition
La communauté d'agglomération est composée des 35 communes suivantes :

| Nom                 | Code Insee | Gentilé           | Superficie (km2) | Population (dernière pop. légale) | Densité (hab./km2) |
| ------------------- | ---------- | ----------------- | ---------------- | --------------------------------- | ------------------ |
| Douai (siège)       | 59178      | Douaisiens        | 16,88            | 39 833 (2022)                     | 2 360              |
| Anhiers             | 59007      | Anhiersois        | 1,71             | 895 (2022)                        | 523                |
| Arleux              | 59015      | Arleusiens        | 11,1             | 3 148 (2022)                      | 284                |
| Aubigny-au-Bac      | 59026      | Aubignois         | 5,16             | 1 167 (2022)                      | 226                |
| Auby                | 59028      | Aubygeois         | 7,12             | 7 171 (2022)                      | 1 007              |
| Brunémont           | 59115      | Brunémontois      | 1,95             | 711 (2022)                        | 365                |
| Bugnicourt          | 59117      | Bugnicourtois     | 6,28             | 1 084 (2022)                      | 173                |
| Cantin              | 59126      | Cantinois         | 9,32             | 1 755 (2022)                      | 188                |
| Courchelettes       | 59156      | Courchelettois    | 1,67             | 2 868 (2022)                      | 1 717              |
| Cuincy              | 59165      | Cuincynois        | 7,01             | 6 499 (2022)                      | 927                |
| Dechy               | 59170      | Dechynois         | 9,27             | 5 343 (2022)                      | 576                |
| Erchin              | 59199      | Erchinois         | 5,28             | 674 (2022)                        | 128                |
| Esquerchin          | 59211      | Esquerchinois     | 5,34             | 902 (2022)                        | 169                |
| Estrées             | 59214      | Estrésiens        | 5,82             | 1 121 (2022)                      | 193                |
| Faumont             | 59222      | Faumontois        | 9,58             | 2 255 (2022)                      | 235                |
| Féchain             | 59224      | Féchinois         | 5,14             | 1 654 (2022)                      | 322                |
| Férin               | 59228      | Férinois          | 5,52             | 1 441 (2022)                      | 261                |
| Flers-en-Escrebieux | 59234      | Flersois          | 7,11             | 5 533 (2022)                      | 778                |
| Flines-lez-Raches   | 59239      | Flinois           | 19,22            | 5 677 (2022)                      | 295                |
| Fressain            | 59254      | Fressinois        | 6,39             | 906 (2022)                        | 142                |
| Gœulzin             | 59263      | Goeulzinois       | 4,79             | 1 044 (2022)                      | 218                |
| Guesnain            | 59276      | Guesninois        | 4,05             | 4 645 (2022)                      | 1 147              |
| Hamel               | 59280      | Hamelois          | 3,59             | 786 (2022)                        | 219                |
| Lallaing            | 59327      | Lallinois         | 5,99             | 6 212 (2022)                      | 1 037              |
| Lambres-lez-Douai   | 59329      | Lambresiens       | 8,81             | 4 902 (2022)                      | 556                |
| Lauwin-Planque      | 59334      | Lauwinois         | 3,67             | 1 593 (2022)                      | 434                |
| Lécluse             | 59336      | Léclusiens        | 4,96             | 1 355 (2022)                      | 273                |
| Marcq-en-Ostrevent  | 59379      | Marcquois         | 6,27             | 751 (2022)                        | 120                |
| Râches              | 59486      | Râchois           | 4,87             | 2 644 (2022)                      | 543                |
| Raimbeaucourt       | 59489      | Raimbeaucourtois  | 11,08            | 4 012 (2022)                      | 362                |
| Roost-Warendin      | 59509      | Roost-Warendinois | 7,16             | 5 966 (2022)                      | 833                |
| Roucourt            | 59513      | Roucourtois       | 3,19             | 456 (2022)                        | 143                |
| Sin-le-Noble        | 59569      | Sinois            | 11,53            | 15 916 (2022)                     | 1 380              |
| Villers-au-Tertre   | 59620      | Villersois        | 4,57             | 670 (2022)                        | 147                |
| Waziers             | 59654      | Wazierois         | 4,34             | 7 312 (2022)                      | 1 685              |

### Démographie
| 1968    | 1975    | 1982    | 1990    | 1999    | 2006    | 2011    | 2016    | 2022    |
| ------- | ------- | ------- | ------- | ------- | ------- | ------- | ------- | ------- |
| 159 057 | 159 872 | 156 535 | 155 687 | 153 972 | 152 576 | 151 933 | 148 910 | 148 901 |

Une lente décroissance démographique est observée sur le territoire de Douaisis Agglo depuis les années 1970.

## Administration

### Siège
Le siège de Douaisis Agglo est situé dans la ville centre Douai, dans le Parc d’activités de Dorignies.

### Élus
Le conseil communautaire de la communauté d'agglomération se compose pour la mandature 2020-2026 de 73 conseillers municipaux, représentant chacune des communes membres. Ils sont répartis de la manière suivante, en fonction de la population de leurs communes, et afin que chaque commune dispose d'au moins un délégué :

- 19 délégués pour Douai ;

-  7 délégués pour  Sin-le-Noble ;

-  3 délégués pour Auby, Cuincy, Roost-Warendin et Waziers ; 

-  2 délégués pour Dechy, Flers-en-Escrebieux, Flines-lez-Raches, Guesnain, Lallaing et Lambres-lez-Douai ;

- 1 délégué ou son suppléant pour les autres communes.
À la suite des Élections municipales de 2020 dans le Nord, le conseil communautaire renouvelé, réuni le 10 juillet 2020 a reconduit Christian Poiret à la présidence de Douaisis Agglo, ainsi que ses vice-présidents, qui sont  :
1. Christophe Dumont, Transition écologique Déchets Énergie, maire de Sin-le-Noble
2. Jean-Luc Hallé, Transition alimentaire et agricole Trame verte et bleue Mobilité douce Entretien, gestion et propreté des espaces naturels, maire d'Hamel
3. Caroline Sanchez, Equipements culturels et sportifs d'intérêt communautaire, maire de Lambres-lez-Douai
4. Jean-Jacques Peyraud, Certification et labellisation Acquisitions foncières et urbanisme Président de la Commission d'appel d'offres, maire de Flers-en-Escrebieux
5. Marylise Fenain, Habitat Hébergement d'urgence, adjointe au maire de Cuincy
6. François Guiffard, Tourisme, conseiller municipal à Douai
7. Annie Goupil, Emploi Formation, maire de Flines-lez-Râches
8. Lionel Blassel, Finances, maire d'Estrées
9. Claude Hégo, Prospective et relations extérieures Transports, maire de Cuincy
10. Jean-Paul Fontaine, Cycle de l'eau, maire de Lallaing
11. Alain Wallart, Contrôle de gestion Commandes groupées Archéologie préventive, maire de Féchain
12. Bruno Vandeville, Travaux Bâtiments Voiries Electrification, maire d'Arleux
13. Freddy Kaczmarek, Cohésion sociale Politique de la ville NPNRU Insertion par l'économie, conseiller municipal d'Auby
14. Edith Bourel, Equipement de loisirs (Loisiparc) Fourrière pour animaux, maire de Râches
15. Christian Dordain, Proximité des services publics Fracture numérique (SDUS) Gens du voyage, maire de Bugnicourt

Ces nominations ont soulevé beaucoup d’interrogations,  notamment en raison du choix du conseil d’évincer le maire de la ville centre de cet exécutif et en nommant des membres de l’opposition de certaines communes à la place du maire élu.

### Liste des présidents

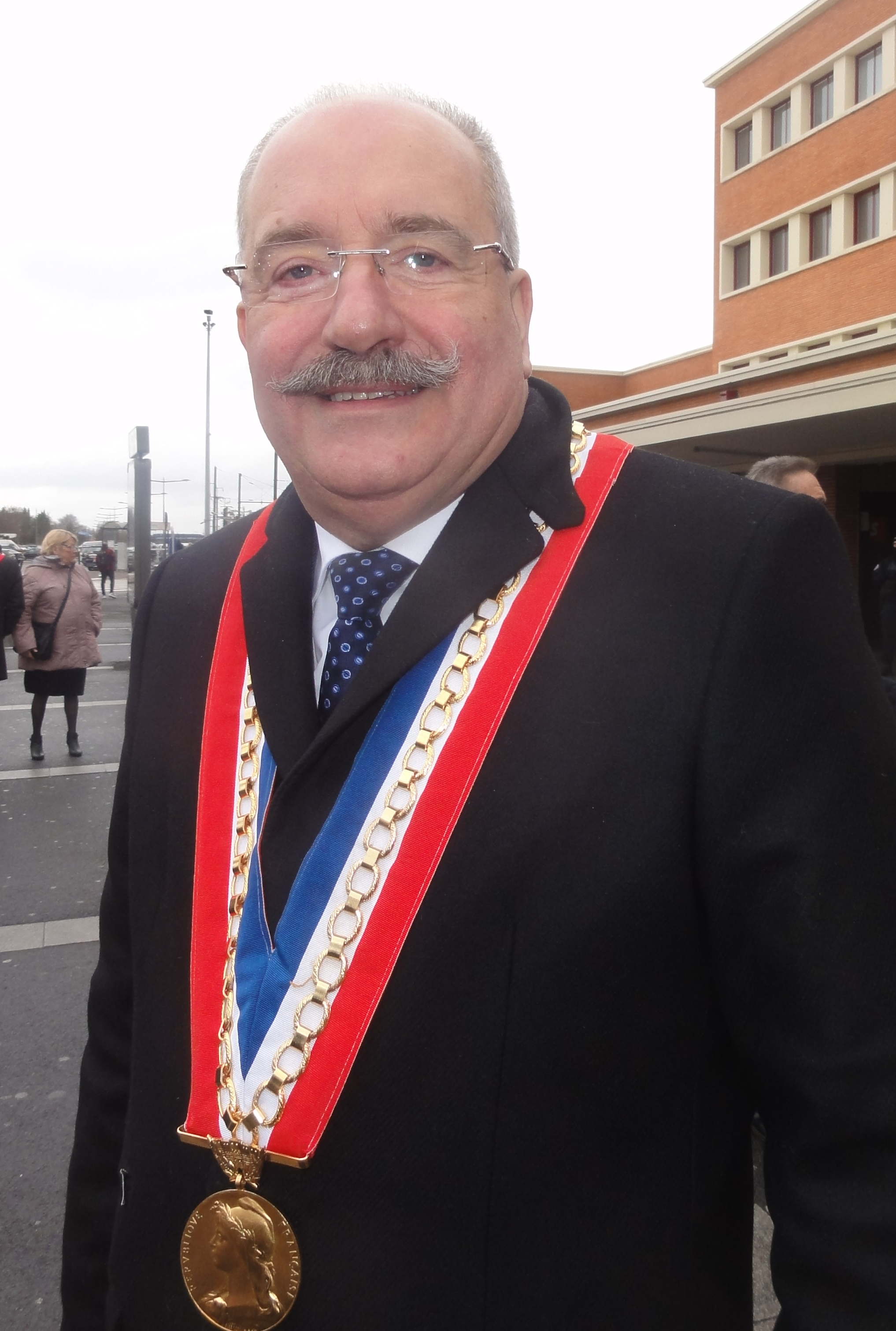
Christian Poiret lors de la manifestation contre la suppression des dessertes TGV en gare de Douai du 2 mars 2019.

| Période  | Période                       | Identité             | Étiquette | Qualité |
| -------- | ----------------------------- | -------------------- | --------- | --- |
| 2002     | 2005                          | Jacques Vernier      | UMP       | Polytechnicien et ingénieur général des mines Maire de Douai (1983 → 2014) Démissionnaire |
| 2005     | 2009                          | Jean-Jacques Delille | UMP       | Démissionnaire |
| mai 2009 | En cours (au 11 juillet 2024) | Christian Poiret     | DVD       | Maire de Lauwin-Planque (1995 → ) Conseiller général de Douai-Sud-Ouest (2001-2015) Conseiller départemental de Douai (2015 → ) Président du conseil départemental du Nord (2021 → ) réélu pour le mandat 2020-2026 |

### Politique locale
En décembre 2021 le président de Douaisis Agglo élu récemment président du Département du Nord, a vu ses comptes de campagne retoqués par la CNCCFP pour le recours non facturé à des photos et au réseau Instagram appartenant à Douaisis Agglo lors des élections départementales 2021.
En février 2022, une plainte contre X est déposée visant Christian Poiret, le président de Douaisis Agglo et président du Département du Nord. Ce dernier aurait soutenu l'activité de la société de son fils (Urbania) grâce à Douaisis Agglo et à des subventions du Département du Nord.

### Compétences
La communauté d'agglomération, exerce les compétences qui lui ont été transférées par les communes membres, dans les conditions déterminées par le code général des collectivités territoriales. En 2021, il s'agit de  :
- L'alimentation durable,
- L'archéologie préventive,
- L'assainissement,
- La cohésion sociale,
- Le développement durable,
- Le développement économique,
- Le développement rural,
- L'eau potable,
- L'équilibre social de l'habitat sur le territoire,
- Les espaces naturels,
- La gestion des déchets,
- La gestion d'équipements culturels,
- L'ecoquartier du Douaisis et Loisiparc.

### Régime fiscal et budget
La communauté d'agglomération est un établissement public de coopération intercommunale à fiscalité propre.
Afin de financer l'exercice de ses compétences, l'intercommunalité perçoit, comme toutes les communautés d'agglomération, la fiscalité professionnelle unique (FPU) – qui a succédé à la taxe professionnelle unique (TPU) – et assure une péréquation de ressources.
Elle collecte également la taxe d'enlèvement des ordures ménagères (TEOM), qui finance ce service public.
La fiscalité de Douaisis agglo est en constante évolution depuis 2011 avec un gel pour les années 2019 à 2022.  C’est ainsi qu’en 2026, à la fin du mandat, la taxe d’habitation (TH) sera à 13,86 %, le foncier bâti (FB) à 4,5 %, le foncier non-bâti (FNB) à 4,77 % et la Cotisation foncière des entreprises (CFE) à 30,18 %.
« Par rapport à d’autres agglomérations, on reste compétitif », affirme Christian Poiret. Et le président de prendre l’exemple du voisin arrageois (communauté urbaine d’Arras) où les taux (pour l’année 2019) sont déjà bien supérieurs à ceux envisagés pour Douaisis agglo en 2026 (TH à 16,53 %, FB à 5,77 %, FNB à 11,45 % et CFE à 30,58 %)agglomérations françaises.
Face à la fermeture des commerçants "non essentiels" pour lutter contre la pandémie de Covid-19 en France, Douaisis Agglo prend en charge les loyers des commerçants du Douaisis durant le confinement.
| Année | Taux taxe sur foncier bâti | Taux taxe d'habitation | Taxe sur la cotisation foncière des entreprises (CFE) |
| ----- | -------------------------- | ---------------------- | ----------------------------------------------------- |
| 2023  | 4                          | 13,08                  | 29,68                                                 |
| 2022  | 4                          | 13.08                  | 29,68                                                 |
| 2021  | 4                          | 13,08                  | 29,64                                                 |
| 2020  | 4                          | 13,08                  |                                                       |
| 2019  | 4                          | 13,08                  | 29,64                                                 |
| 2018  | 3,75                       | 12,95                  |                                                       |
| 2017  | 3,5                        | 12,82                  |                                                       |
| 2016  | 3,25                       | 12,69                  |                                                       |
| 2015  | 3                          | 12,56                  |                                                       |
| 2014  | 2,75                       | 12,44                  |                                                       |
| 2013  | 2,5                        | 12,32                  |                                                       |
| 2012  | 2                          | 12,2                   |                                                       |
| 2011  | 0,602                      | 12,2                   |                                                       |

Face aux montants élevés des projets portés par Douaisis Agglo, les finances de l'agglomération restent stable tout comme l'endettement qui représente moins de 5 ans. De plus de nouveaux projets industriels majeurs sont sources de recettes fiscales supplémentaires.[réf. nécessaire]
La chambre régionale des comptes publie le rapport d'observations définitives des exercices 2018 et suivants de Douaisis Agglo le 13 avril 2024.

## Projets et réalisations
Conformément aux dispositions légales, une communauté d'agglomération a pour objet d'associer « au sein d'un espace de solidarité, en vue d'élaborer et conduire ensemble un projet commun de développement urbain et d'aménagement de leur territoire ».

### Réalisations

#### Environnement
À travers la mise en œuvre d'une trame verte et bleue, Douaisis Agglo assure un développement durable du territoire. Elle constitue en effet un réseau de continuités terrestre et aquatique, avec 200 km de chemins de randonnée et ses 145 km de cours d'eau, ruisseaux, rivières et fossés.
Pour préserver ses chemins de randonnée et ses cours d'eau, la communauté d'agglomération met en place des méthodes d'entretien douces et écologiques : la gestion différenciée. De plus le Douaisis se compose de 25 % de zones d'intérêts écologiques faunistiques et floristiques et d'un patrimoine boisé de 1 810 hectarest.

#### Écoquartier du Douaisis
L'écoquartier du Raquet Implanté sur les communes de Douai et de Sin-le-Noble visait en 2006 à attirer près de 10 000 habitants, des entreprises et un bus pour rallier les villes voisines. Aujourd'hui plus de 500 logements ont déjà été construits, près de 1 000 emplois créés grâce à l'implantation des services de l' APEI du Douaisis, de plusieurs ESAT, ainsi que de trois immeubles de locations de bureaux accueillant entre autres Engie, Tauw France et des indépendants[citation nécessaire]. Selon certaines sources, quinze ans plus tard, on dénombre péniblement 1 000 habitants. L'année 2022 verra la construction de 4 restaurants et d'hôtels sur place[citation nécessaire]. Cependant, certains habitants n'hésitent pas à dénoncer l'image idyllique vendue par Douaisis Agglo de l'écoquartier du Raquet, en listant les nuisances qu'ils subissent (saleté, travaux, logement de mauvaise qualité).
L'écoquartier est desservi par plusieurs lignes de transport en commun dont a ligne 2 du réseau Evéole[citation nécessaire].
L’aménagement de quatre parcs paysagers d’une superficie totale de 50 hectares et la construction de deux nouveaux équipements, un boulodrome et une patinoire, voisins de Sourcéane, le centre aquatique-spa du Douaisis, sont en cours[citation nécessaire].

#### Parcs d'activités
Le parc d'activités de Lauwin-Planque accueille des entreprises importantes, telles que Goodman ou Amazon.
L'intercommunalité dispose de 21 parcs d'activités :
- La Brayelle à Cuincy
- La Haute Rive à Cuincy
- Bonnel à Lallaing
- Luc à Dechy
- Dorignies à Douai
- Prés Loribes à Flers-en-Escrebieux
- L'Ermitage à Lambres-lez-Douai
- Parc de Lauwin-Planque
- La brasserie à Râches
- Du Chevalement à Roost-Warendin
- Belleforière à Roost-Warendin
- Lauwin-Planque à Lauwin-Planque
- Bas-Terroir à Waziers
- Les Arbousiers à Courchelettes
- Saint-René Guesnain
- La Clochette à Douai
- La Tuilerie à Bugnicourt
- Le Raquet à Douai
- EuraDouai à Douai

#### Transports et déplacements
Douaisis Agglo participe et finance le syndicat mixte des transports du douaisis (SMTD), autorité organisatrice de transport urbain du réseau des Transports en commun de Douai (SMTD), connu sous le nom d'Évéole (anciennement : Le TUB du Douaisis).
À la suite du vote des élus communautaires, les transports sont gratuits pour l'ensemble des usagers et sur l'ensemble du réseau à partir de janvier 2022. Cette décision historique fait du réseau Evéole le plus grand réseau de transport en commun gratuit de France

##### Échec du Tramway de Douai
Plus de 50 ans après la fermeture du Tramway de Douai, un nouveau Tramway est prévu à Douai.
En 2005, le SMTD s'engage pour un tramway sur pneus dont les rames seront fabriquées par le Hollandais APTS avec un guidage magnétique à la place de rails. L'installation sur le territoire est prévue pour 2007 pour un budget de 110 millions d'euros.
En 2010, le guidage magnétique du tramway est abandonné. Le tramway est remplacé par des Bus à haut niveau de service.
En 2013, le tramway s’avère être un véritable échec : échec sur la communication, le financement, sur le choix des partenaires, refus d’écouter les experts, choix technologique douteux, et ceci en se mettant la population et les commerçants à dos.
Face aux pannes à répétition, le SMTD se voit contraint de renouveler une fois de plus sa flotte de véhicules.
En 2017, l’attribution du marché du tram douaisien soupçonné de délit de favoritisme dans l’attribution du marché par l'ancien président de l'agglomération débouche sur un non-lieu, les faits étant prescrits.

#### Habitat
L'habitat figure parmi les compétences majeures de Douaisis Agglo. Elle accompagne à la fois les particuliers dans le montage et le suivi de leurs dossiers et aide parallèlement les bailleurs sociaux et privés par le biais de subventions. Douaisis Agglo considère le fait de bien se loger dans le Douaisis comme un enjeu social, familial et économique important. Cette compétence se décline sous plusieurs axes

##### Aides à la réhabilitation de logements privés
L’agglo est chargée de l’attribution des aides publiques en faveur de la rénovation de l’habitat privé. Ce programme d’intérêt général «Habiter mieux» permet de réaliser des travaux d’économie d’énergie et d’adapter son logement au vieillissement ou au handicap.
En s’engageant aux côtés de l'Agence nationale pour l'amélioration de l'habitat (Anah), Douaisis Agglo apporte un soutien financier complémentaire aux propriétaires privés qui désirent entamer des travaux d’amélioration. Des conseils gratuits peuvent également être prodigués.

##### Reconquête des logements vacants
Les raisons qui poussent à la vacance d’un logement sont multiples : manque de temps, de connaissances techniques, de moyens financiers, ou de connaissances sur les démarches à entreprendre, une mauvaise expérience locative par le passé, trop de travaux pour vivre dans le logement…
Pourtant, des solutions existent : aides à l’identification des travaux à réaliser et la mobilisation de subventions, avantages fiscaux, aide à la gestion locative… Souvent méconnues, elles peuvent sembler complexes et demander du temps.
Douaisis Agglo mène actuellement une mission de lutte contre la vacance des logements dans le parc privé. Afin de venir en aide aux propriétaires volontaires, et s’engage à vous conseiller et vous accompagner gratuitement dans la remise en location de votre bien.

##### Programme de revitalisation du centre-bourg d'Arleux
Douaisis Agglo accompagne la ville d’Arleux qui a été lauréate d’un appel à manifestation d’intérêt pour la revitalisation de son centre-bourg. Une convention d’ingénierie, signée entre Douaisis Agglo et le Fonds national d'aménagement et de développement du territoire (FNADT) a permis de disposer d’une enveloppe de 310 000 euros qui servira à cofinancer les dépenses d’ingénierie ainsi que les études de communication et de participation.

#### Cohésion sociale
Le Contrat de ville a pour objectif de réduire les inégalités sociales et les écarts de développement entre les quartiers prioritaires qui concentrent une majorité d'habitants ayant un revenu inférieur à 10 800 euros/an et le reste de l’agglomération. 17 501 habitants de Douaisis Agglo sont concernés par cette nouvelle géographie prioritaire.
Ce Contrat de ville 2015-2020 avait une visée opérationnelle : mettre en œuvre un plan d'actions pour six ans. Il comporte 4 piliers :
- le développement économique et l’emploi
- le cadre de vie et le renouvellement urbain
- la cohésion sociale
- les valeurs de la République

Son objectif est de lutter contre les discriminations, renforcer l'égalité homme-femme et mieux prendre en compte les familles fragilisées, la jeunesse et les personnes âgées de ces quartiers.
Le Contrat de Ville coordonne plus d’une centaine d’actions menées par les structures et associations de terrain : mise en place d’ateliers de remobilisation dans la recherche d’emploi, aides à l’entreprenariat, mise en place de chantiers d’auto réhabilitions accompagnés, soutien à la mobilité via la création d’une auto école sociale, dispositifs de réussite éducative, dispositifs Ville Vie Vacances…
Douaisis Agglo apporte son soutien financier à hauteur de 330 000 € pour subventionner les actions inscrites dans la programmation Politique de la Ville.

#### Équipements culturels
L'agglomération est chargée d'Arkéos et de Legendoria.

##### Arkéos
Situé aux limites de Douai et Râches (59), Arkéos Musée-Parc archéologique est né de la volonté de Douaisis Agglo de valoriser les découvertes réalisées à l'occasion des fouilles archéologiques menées sur son territoire depuis près de 40 ans.
Arkéos s'appuie sur deux pôles, un musée et un parc de reconstitutions archéologiques. Deux espaces pour un objectif commun : proposer une interprétation de l'histoire d'un territoire et de ceux qui l'ont modelé.

###### Le musée
À l'image d'un voyage dans le temps, le musée vous emmène à la rencontre des hommes et femmes vivant sur notre territoire depuis la préhistoire jusqu'à nos jours. L'exposition permanente explore au fil d'un parcours chronologique la vie quotidienne de nos ancêtres, l'habitat, les activités et l'évolution du paysage. Les collections proviennent en partie du fonds ancien du musée de la Chartreuse de Douai. La particularité tient dans l'enrichissement de ce mobilier par les découvertes réalisées à l'occasion des fouilles menées de 1970 à 2002 par le service archéologique municipal de Douai, en partenariat avec l'association Arkéos puis par la Direction de l'archéologie préventive de Douaisis Agglo. Présenté partiellement au musée d'archéologie, rue Saint-Albin, jusqu'en 2010, ce patrimoine unique sur l'histoire du Douaisis bénéficie avec Arkéos d'une muséographie modernisée

###### Le parc archéologique
Accessible depuis le musée par la passerelle enjambant la Scarpe, le parc archéologique est entièrement consacré au Moyen Âge et plus particulièrement à la période du haut Moyen Âge (VIe – XIe siècles). Il s’agit d’un espace de plein air dans lequel sont reconstitués des bâtiments anciens, sur la base des traces et vestiges découverts lors de fouilles archéologiques. Sur près de 75 000 m2, vous y découvrirez des reconstitutions de bâtiments, d’autres en cours de construction, des espaces paysagers, une aire de spectacle...
Les constructions du parc permettent  la restitution de trois ensembles : le portus illustrant la naissance des villes, la motte castrale et sa basse-cour, l’essor du pouvoir aristocratique, et l’abbaye qui, à terme, illustrera le pouvoir religieux. Une occasion unique de découvrir le savoir-faire des "bâtisseurs de l'an mil" !
Fait unique, une Taverne Médiévale accueille les visiteurs pour leur faire découvrir la cuisine médiévale
Enfin, le parc archéologique présentera un aménagement horticole autour d'un jardin médiéval et d'un verger qui présenteront les plantes aux vertus médicinales appelées également simples qui étaient cultivées dans les jardins monastiques du Moyen Âge.
- Musée archéologique Arkéos

##### Legendoria le Royaume des Contes & Légendes
Legendoria, le Royaume des Contes & Légendes est un lieu de créations artistiques. Il se situe dans une aile du château de Bernicourt, sur la commune de Roost-Warendin et dispose de deux salles de spectacle de 138 et 62 places. Implantés sur un site de 25 hectares, le château, ses dépendances et son parc datent du XVIIIe siècle et sont partiellement inscrits aux monuments historiques.  
Cette thématique est ancrée localement. Il existe un imaginaire collectif étroitement lié aux contes et légendes. La région regorge de légendes attachées à des pierres, des mines, des rivières, des fantômes, des géants et bien d'autres choses encore. Pour n'en citer que quelques-unes : la Table des fées à Fresnicourt-le-Dolmen, Marie Groette, la sorcière hantant les rivières de l'Artois, Grand-mère à poussière, la sorcières des corons miniers ou encore Gayant, le géant de la ville de Douai… Forts de ce constat et disposant d'un lieu tout à fait propice et adapté à la thématique des contes et légendes, les élus communautaires ont décidé de transformer une aile du château de Bernicourt en un lieu consacré aux contes et légendes.
- Centre des Contes et Légendes

##### Le Planétarium
Un planétarium : il doit proposer tant aux passionnés, aux familles, aux scolaires qu’aux chercheurs, un équipement scientifique de grande qualité, doté des dernières technologies. Il s’agit ici de concevoir un ensemble qui saura être attractif pour les connaisseurs mais aussi pour les novices, tout en se démarquant de l’offre existante. Cet équipement communautaire se distinguera des autres planétariums de la région en proposant la diffusion à 360° d’images numériques en 8K. Le site sera aussi doté de trois salles pédagogiques pour accueillir les scolaires, d’une salle d’exposition, d’un observatoire géré par le club d’astronomie de la MJC de Douai, une boutique et d’un espace de restauration commun avec Arkéos.
Le bâtiment est conçu par l'agence Snøhetta installée dans la ville de Oslo en Norvège.

#### Équipements sportifs

##### Sourcéane
- Sourcéane[31] : centre aquatique et SPA destiné à la pratique du sport et du bien-être. Cet espace comporte 
  - Bassin sportif,
  - Bassin d’apprentissage et de loisirs,
  - Bassin enfant,
  - Pentagliss de 3 couloirs,
  - Une pataugeoire,
  - Un bassin extérieur
- L'espace bien être : 
  - Trois saunas (dont un extérieur),
  - Un hammam,
  - Le jacuzzi,
  - Un frigidarium,
  - Un bassin intérieur & extérieur,
  - Un Spa Océane avec 5 cabines de soins (dont une en Duo).

##### Le Boulodrome
Un boulodrome : imaginé pour la pratique régulière, en toute saison, de la pétanque, du jeu provençal mais aussi du jeu traditionnel régional du billon. À l'intérieur, dans une halle de 8 300 m2, il comprendra 64 pistes de pétanque, dont huit pistes d'honneur face à une tribune fixe de 1 000 places, et deux pistes destinées au billon. À l'extérieur, 128 pistes de pétanque complémentaires permettront d'accueillir l'ensemble des compétiteurs.

### Projets
Plusieurs projets sont prévus durant le mandat en cours :

#### La Patinoire
Le bâtiment est conçu par l'agence Chabanne dont le siège est implanté à Lyon.

#### Atelier du livre d'art et de l'estampe
Situé au cœur du nouveau quartier d’affaires EuraDouai, ce nouveau musée accueillera les collections de l’imprimerie Nationale en 2025. Il comprendra également un espace de lecture publique.